# 25340 Segoves
25340 Segoves è un asteroide della fascia principale. Scoperto nel 1999, presenta un'orbita caratterizzata da un semiasse maggiore pari a 1,9680186 UA e da un'eccentricità di 0,0742340, inclinata di 20,26714° rispetto all'eclittica.